# C'è vita
C'è vita è il quarto album in studio della cantante italiana Loredana Errore, pubblicato il 30 novembre 2020 dalla Azzurra Music.

## Il disco
Il 30 aprile 2020 la cantautrice siciliana torna sulle scene musicali pubblicando un nuovo singolo su tutte le piattaforme digitali e in versione vinile, dal titolo 100 Vite. Il 10 luglio esce in radio e in digitale un secondo singolo intitolato È la vita che conta.
Il 30 ottobre 2020 la cantante pubblica, su tutte le piattaforme digitali e anche come 45 giri in una edizione limitata, il nuovo singolo Torniamo a casa, terzo singolo dal nuovo progetto discografico in uscita a novembre 2020.
Il 23 novembre annuncia l'uscita del suo quarto album in studio, con il quale festeggia il decennale della sua carriera, pubblicato il 30 novembre. Contiene sette brani: cinque inediti compresi i singoli 100 vite, È la vita che conta e Torniamo a casa, e due inediti Madrid non va a dormire e Ora che nevica, più e due cover, La cura di Franco Battiato e una nuova versione di Ragazza occhi cielo di Biagio Antonacci.

## Tracce
1. 100 vite – 3:42
2. È la vita che conta – 3:42
3. Torniamo a casa – 3:34
4. Madrid non va a dormire – 2:51
5. Ora che nevica – 3:36
6. La cura – 3:53
7. Ragazza occhi cielo – 3:57